# Cyrtopholis flavostriata
Cyrtopholis flavostriata là một loài nhện trong họ Theraphosidae.
Loài này thuộc chi Cyrtopholis. Cyrtopholis flavostriata được Joachim Schmidt miêu tả năm 1995.